# La fan
La fan est une telenovela américaine diffusée entre le 17 janvier 2017 et le 3 avril 2017 sur Telemundo.

## Synopsis
Valentina Pérez, une femme comique, joyeuse et humble, est fan d'un célèbre acteur de telenovelas, Lucas Duarte. Par un coup du sort, elle s'introduira à l'improviste dans sa vie et, même si au début il ne lui accorde pas beaucoup d'attention, à la fin il ne peut pas imaginer vivre sa vie sans elle.

## Distribution
- Angélica Vale : Valentina Pérez
- Juan Pablo Espinosa : Lucas Duarte
- Miguel Varoni : Justin Case / El Director
- Scarlet Ortiz : Salma Beltrán
- Ximena Duque : Adriana Zubizarreta
- Jonathan Islas : Diego Castro
- Gabriel Porras : Gabriel Bustamante

- Omar Germenos : Carlos Zubizarreta
- Gloria Peralta : Eloisa Romero
- Elsy Reyes : Felicitas
- Begoña Narváez : Jessica González
- Pablo Azar : Benicio Torres
- Gabriel Rossi : Miguel Castro
- Josette Vidal : Miriam del Carmen
- Ricardo Kleinbaum : Enrique Julio Gardiazabal / Quique
- Lorena de la Garza : Natalia
- Gabriel Valenzuela : Nicolás
- Silvana Arias : Bárbara Blanco
- Maritza Bustamante : Lucía Hernández / Úrsula Molina
- Mario Espitia : Agustín Peterlini
- Freddy Florez : Roberto Flores / Bob
- Roberto Plantier : Dr. Damián Arévalo
- Fernando Pacanins : Víctor Carrizo
- Lalo García : Rodrigo Gómez
- Emmanuel Pérez : Tomás Hernández

- Laura Flores : Paloma
- Daniel Elbittar : Leonardo Márquez / El Potro
- Catherine Siachoque : Isabel
- Lupita Ferrer : Silvia
- Jorge Luis Pila : El Tuerto
- Jesús Moré : Franco Villar
- David Chocarro : Ricardo Ernesto / Richard Ernestón
- Ligia Petit : Roxana
- Angélica María : Valentina Gardiazabal / Mamita
- Adamari López : Carmen Córdoba
- Wanda D'Isidoro : Guadalupe "Lupita"
- Laura Chimaras : Renata Izaguirre
- Eduardo Serrano : Pascual Blanco
- Sandra Destenave : Dolores "Lola" D'Alessandro
- Fabián Ríos : Guillermo "Willy" del Castillo
- Henry Zakka : Dr. Machado
- Fernanda Castillo : La Parka
- José Ramón Blanch : Rogelio Gutiérrez / La Bestia
- Carlos Ponce : Luis Alberto Fontan
- Jorge Bernal : Lui-même
- Ahrid Hannaley : Karina
- Dad Dáger : Patricia
- Estefany Oliveira : Nina

### Casting
En mai 2016, Angélica Vale a confirmé son retour dans les telenovelas, après un éloignement de 10 ans.  Le 3 août 2016, Angélica Vale a confirmé la participation de Juan Pablo Espinosa comme protagoniste principal. Scarlet Ortiz a été choisie comme antagoniste principale de l'histoire, et cela marque ainsi les débuts de l'actrice dans le réseau Telemundo. Miguel Varoni qui en plus d'être le directeur de la telenovela incarne le personnage de Justin Case qui sera aussi directeur. La participation de Catherine Siachoque est annoncée dans cette production. Juan Pablo Espinosa a confirmé sur son Instagram la participation de Adamari López dans la telenovela, l'actrice et présentatrice qui a été pendant 8 ans loin des telenovelas.

## Tournage
La production de la telenovela a été officiellement confirmée le 5 juillet 2016 et la réalisation s'est achevée le 22 décembre 2016. Elle a principalement été filmée à Miami, les premières scènes ont été tournées à Los Angeles.  Un total de 120 épisodes a été prévu mais en raison des faibles audiences, elle est interrompue rapidement au bout de 54 épisodes seulement. Angélica Vale a expliqué que l'idée est née lorsqu'elle a voulu rendre hommage à tous ses fans et adeptes de la telenovela La fea más bella. 
La novela est une idée originale écrite par Angélica Vale en 2009, qui a fait une vidéo promotionnelle sur Youtube cette même année. L'histoire est adaptée par Marcela Citterio et est réalisée par Miguel Varoni, Claudio Callao et Otto Rodriguez. Les producteurs exécutifs sont : Carmen Cecilia Urbaneja, José Gerardo Guillén et David Posada. La productrice générale est Angélica Vale. Angélica Vale annonce que la novela aura un peu le format de sitcom.

### Promotion
Le premier épisode de la telenovela a été présenté lors de l'évènement diffusé sur Telemundo intitulé La Fiesta Latina de iHeart Radio. La telenovela a été présentée le jour même de la fin de sa réalisation.